# Ausway
Ausway est une entreprise australienne d'édition et de cartographie qui produit des cartes et des répertoires de rues. En plus de ces répertoires, Ausway produit aussi des cartes de tailles et de formats différents, etc. Ausway commercialise aussi une unité satellite de navigation chargée de leurs données de configuration, dont la marque est Navway.

## Histoire
Cherchant un répertoire des rues de Melbourne de qualité, Merv Godfrey et Iven Mackay commencèrent à dessiner des cartes à la main pour leur projet de répertoire en 1961.
Ayant produit des cartes routière pour les stations-services dans les années 1960, Godfrey prit congé de 12 mois de son employeur, la Commission d'État sur l'électricité du Gouvernement de Victoria, pour travailler sur le répertoire. Godfrey démissionna et travailla avec sa femme pour achever la publication. Dans un second temps Mackay prit sa Morris Minor et la carte et circula pour confirmer toutes les routes et chaque détail.
Après cinq ans de recherches méticuleuses et de dessin, leur carte était prête à être publiée. La première édition du Melway a été réalisée en mai 1966 à un prix de 2,50 $. Les premières critiques portaient sur le prix, puisque le répertoire coutait deux fois plus cher que ses rivaux, néanmoins sa qualité prévalut et il fut bien vendu, particulièrement après la publicité de Graham Kennedy dans l'émission In Melbourne Tonight.
Grâce à ce succès la compagnie s'est agrandie, et de la résidence privée de Godfrey à Malvern, elle installa ses bureaux à Mount Waverley en 1985.
En 1991, la Melway Holdings changea son nom en Ausway Publishing, et s'étendit à Sydney en 1993 avec le lancement du répertoire Sydway, et à Brisbane en 2005 avec le Brisway.

## Répertoires
Les répertoires actuellement produit par Ausway sont:
- Melway – Grand Melbourne
  - Melway Large Print Edition – une version plus grande de l'actuelle version (A3)
- Sydway – Grand Sydney & Blue Mountains plus les Central Coast
- Brisway – Grand Brisbane, Sunshine Coast & Gold Coast plus Toowoomba

Un répertoire séparé couvrant Central Coast (Nouvelle-Galles du Sud), fut intégré dans le répertoire Sydway depuis la 13e édition.

## Carte en ligne
Les répertoires d'Ausway sont présents sur un site en ligne basé à Singapour au travers d'une carte virtuelle. Le site est en compétition avec WhereIs, un site de Sensis, une filiale de Telstra Corporation. Google Earth a été développé à Sydney.